# Папирии
Папириите (Papirii) са стара римска патрицианска фамилия от gens Papiria. Мъжкото им име е Папирий (Papirius).
Още през 5/4 век пр.н.e. се появяват различни фамилни клонове: Красии (Crasii), Курсори (Cursores) и Мугилани (Mugillani), през 3 век пр.н.e.: Мазони (Masones), през 2 век пр.н.е. Карбони (Carbones).
Цицерон е написал кратка история на фамилията Папирии за приятеля си Луций Папирий Пет (Paetus).
Известни от фамилията:
- Гай Папирий, Pontifex Maximus 509 пр.н.е.
- Луций Папирий Мугилан, суфектконсул 444 пр.н.е.
- Марк Папирий Крас, консул 441 пр.н.е.
- Луций Папирий Крас, консул 436 пр.н.е.
- Луций Папирий Мугилан (консул 427 пр.н.е.), консул 427, консулски военен трибун 422, цензор 418 пр.н.е.
- Марк Папирий Мугилан, консулски военен трибун 418 и 416, консул 411 пр.н.е.
- Луций Папирий Курсор (трибун), цензор 393 пр.н.е., консулски военен трибун 387 и 385 пр.н.е.
- Гай Папирий Крас, консулски военен трибун 384 пр.н.е.
- Спурий Папирий Крас, консулски военен трибун 382 пр.н.е.
- Луций Папирий Мугилан (трибун 382 пр.н.е.), консулски военен трибун 382, 380 и 376 пр.н.е.
- Луций Папирий Крас (трибун 382 пр.н.е.), консулски военен трибун 382 пр.н.е.
- Спурий Папирий Крас, консулски военен трибун 382 пр.н.е.
- Тиберий Папирий Крас, консулски военен трибун 380 пр.н.е.
- Луций Папирий Крас (трибун 368 пр.н.е.), консулски военен трибун 368 пр.н.е.
- Апий Клавдий Крас (консул 349 пр.н.е.)
- Луций Папирий Крас (консул 336 пр.н.е.), консул 336 и 330 пр.н.е.
- Луций Папирий Курсор (консул 326 пр.н.е.), консул 326, 320, 319, 315 и 313, диктатор 324 и 309 пр.н.е.
- Марк Папирий Крас (диктатор), диктатор 332 пр.н.е.
- Луций Папирий Курсор (консул 293 пр.н.е.), консул 293 и 272 пр.н.е.
- Луций Папирий Претекстат (или Луций Папирий Курсор), цензор 272 пр.н.е.
- Гай Папирий Мазон, консул 231 пр.н.е.
  - Папирия Мазониз, дъщеря на Гай Папирий Мазон; съпруга на Луций Емилий Павел Македоник; майка на Емилия Терция
- Гай Папирий Мазон (децемвир), претор 218 пр.н.е.
- Гай Папирий Турд (Gaius Papirius Turdus), народен трибун 177 пр.н.е.
- Луций Папирий Мазон, претор urbanus 176 пр.н.е
- Гай Папирий Карбон (претор 168 пр.н.е.)
- Гай Папирий Карбон (баща), консул 120 пр.н.е., оратор
- Гней Папирий Карбон (консул 113 пр.н.е.)
- Гай Папирий Карбон Арвина, народен трибун 90 пр.н.е., оратор, написал 90/89 пр.н.е. lex Plautia Papiria
- Гней Папирий Карбон (консул 85 пр.н.е.), консул 85, 84, 82 пр.н.е.
- Гай Папирий Карбон (убит 80 пр.н.е. от своите войници с камъни)
- Гай Папирий Карбон (трибун 67 пр.н.е.), народен трибун 67 пр.н.е.
- Марк Папирий Карбон
- Публий Папирий Карбон
- Папирий Фабиан, древнеримски ритор и философ 1 век
- Гней Папирий Елиан Емилий Тускил, суфектконсул 135 г.
- Гней Папирий Елиан, суфектконсул 157 г.
- Гней Папирий Елиан (консул 184 г.)